# 费迪南德·布坎南
费迪南德·布坎南（英語：Ferdinand Buchanan，1888年3月8日—1967年4月14日），南非男子射击运动员。他曾代表南非参加1920年夏季奥林匹克运动会射击比赛，获得男子团体600米军用步枪卧射银牌。